# Sougé-le-Ganelon
Sougé-le-Ganelon ist eine französische Gemeinde mit 318 Einwohnern (Stand: 1. Januar 2022) im Département Sarthe in der Region Pays de la Loire. Sie gehört zum Arrondissement Mamers und zum Kanton Sillé-le-Guillaume.

## Geografie
Sougé-le-Ganelon liegt etwa 35 Kilometer nordnordwestlich von Le Mans. Durch die Gemeinde fließt die Sarthe. Umgeben wird Sougé-le-Ganelon von den Nachbargemeinden Saint-Léonard-des-Bois im Norden und Nordwesten, Assé-le-Boisne im Norden und Osten, Douillet im Süden, Saint-Georges-le-Gaultier im Südwesten sowie Saint-Paul-le-Gaultier im Westen. Die Gemeinde gehört zum Regionalen Naturpark Normandie-Maine.

## Bevölkerungsentwicklung
| Jahr                       | 1962 | 1968 | 1975 | 1982 | 1990 | 1999 | 2006 | 2018 |
| Einwohner                  | 884  | 856  | 838  | 793  | 723  | 810  | 971  | 883  |
| Quellen: Cassini und INSEE |      |      |      |      |      |      |      |      |

## Sehenswürdigkeiten

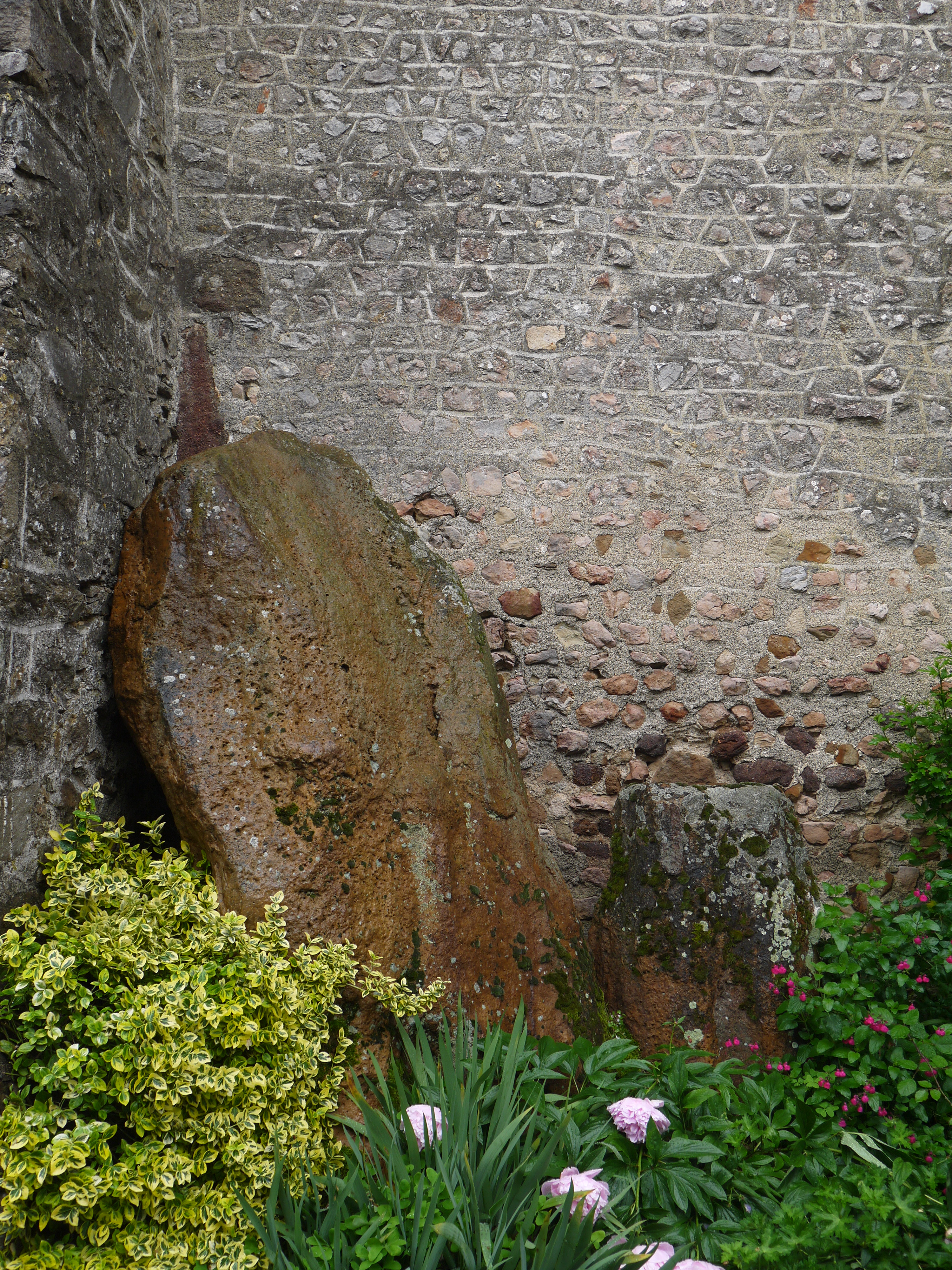
Dolmen
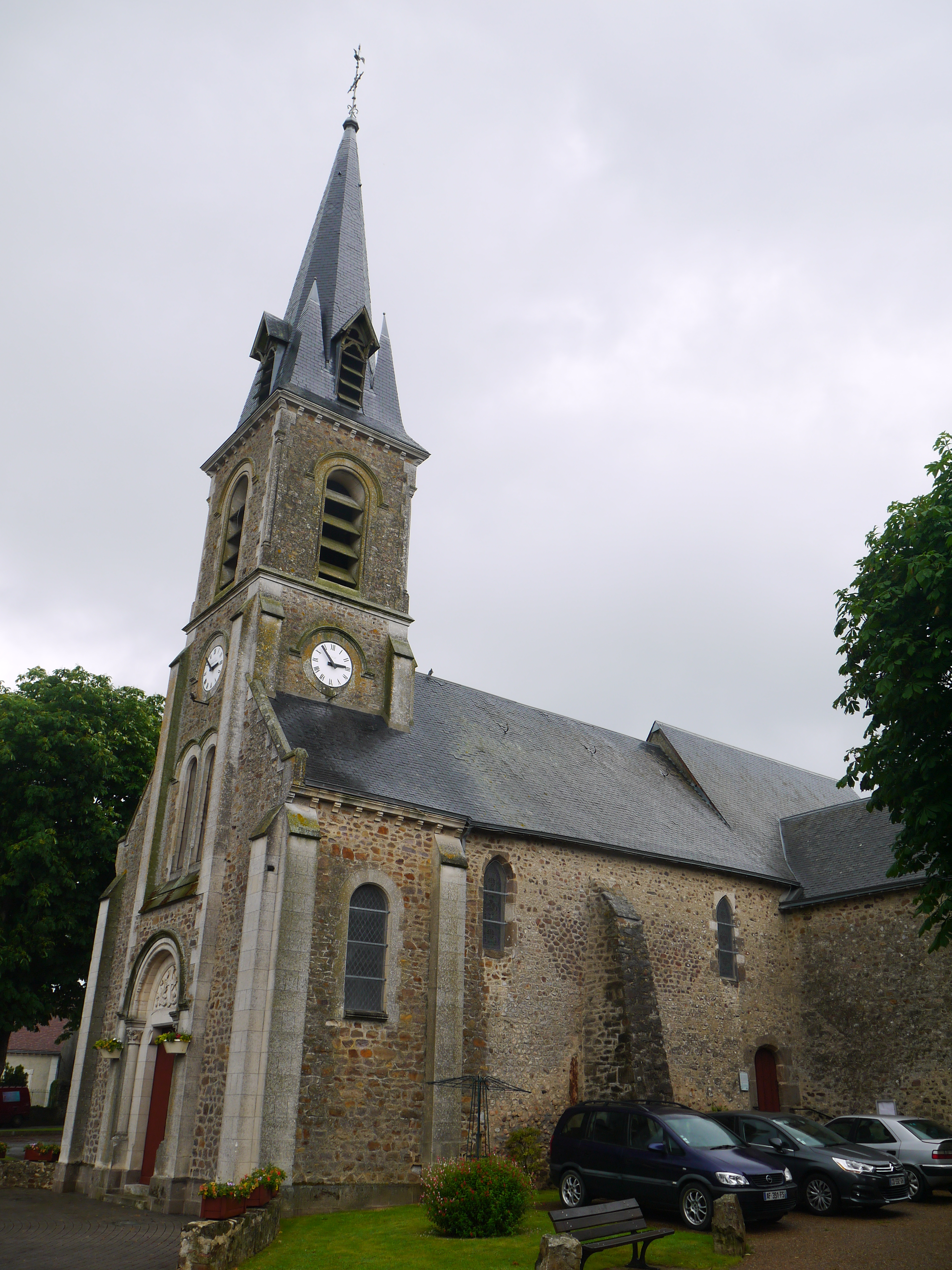
Kirche Saint-Martin aus dem 11./12. Jahrhundert
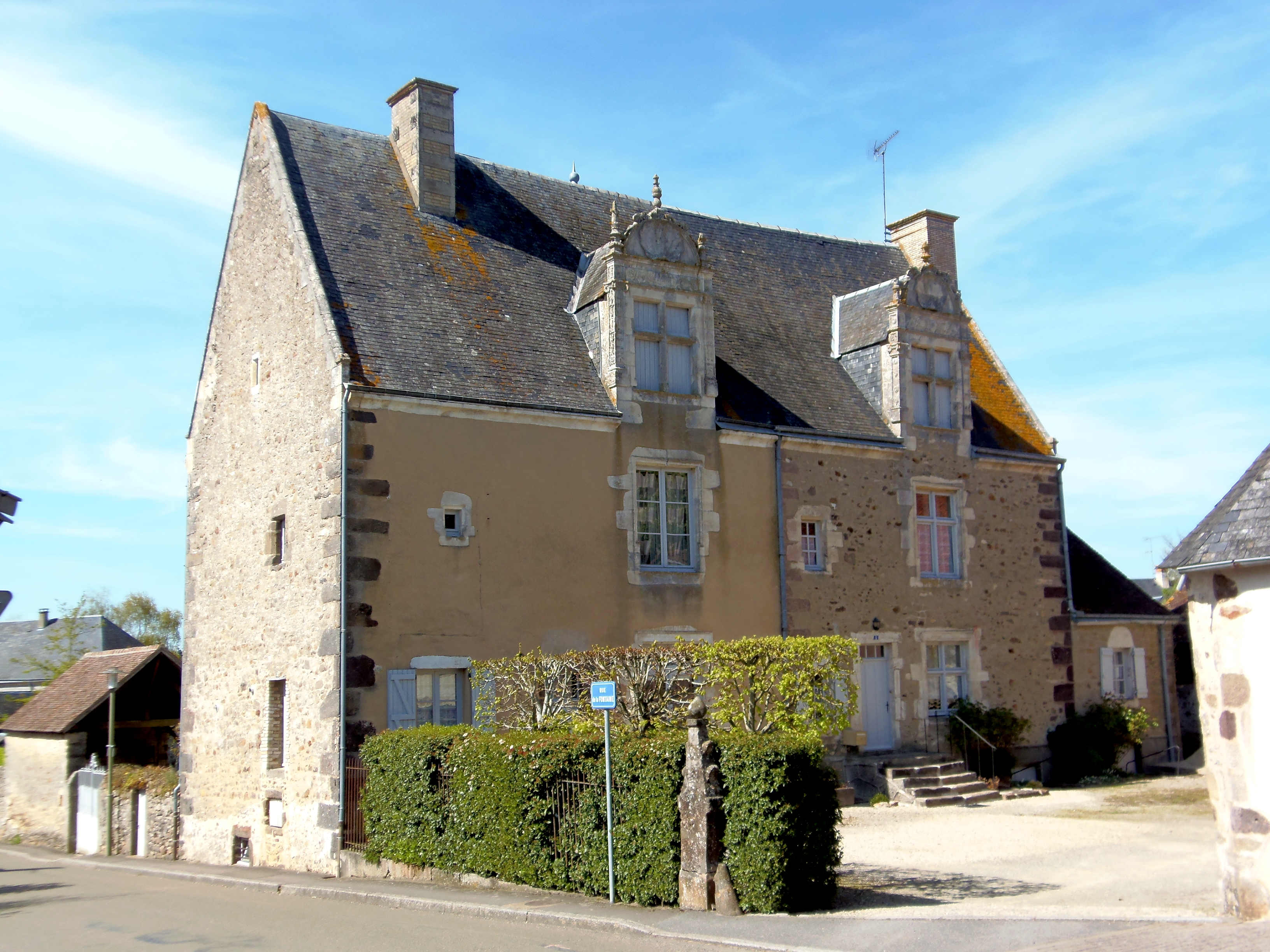
Früheres Priorat

- Dolmen
- Kirche Saint-Martin
- Priorat Saint-Martin